# Conférence tricontinentale
Aussi appelée Conférence de la solidarité des peuples d'Asie, d'Afrique et d'Amérique latine, la Conférence tricontinentale (ou la « Tricontinentale ») eut lieu du 3 au 15 janvier 1966 à La Havane, à Cuba,,, et regroupa 82 pays du tiers monde. Cette conférence émane de l'Organisation de la solidarité des peuples afro-asiatiques (OSPAA) et elle a notamment été proposée d'abord par Mehdi Ben Barka et Che Guevara.
L'Organisation de la solidarité des peuples d'Afrique, d'Asie et d'Amérique latine (Organización de Solidaridad de los Pueblos de África, Asia y América Latina, OSPAAAL) y a été fondée à cette occasion, le 12 janvier. Les participants provenaient de mouvements sociaux d'horizons politiques diverses : « nationalistes », « maoïstes », « trotskistes », etc. prônant ou non le droit à la résistance armée.

## Un espoir né de la décolonisation

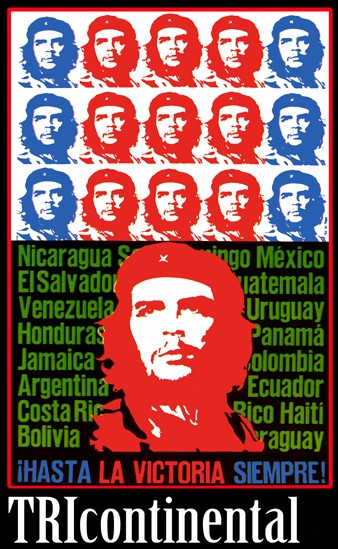
Affiche de la Conférence tricontinentale.

Il s'agit d'un mouvement tiers-mondiste aux nombreux objectifs :
- Relier tous les mouvements de luttes pour l'indépendance stimulé par la conférence de Bandung (1955) et les partis communistes chinois et soviétiques, et stimuler la solidarité des pays du tiers monde.
- Établir une révolution mondiale.
- L'abolition des dettes illégitimes[4]
- Lutter contre l'apartheid (principalement en Afrique du Sud).
- Lutter contre l'utilisation de technologies nucléaires à des fins militaires, dirigées contre le tiers monde.
- Lutter contre la globalisation, l'impérialisme, le colonialisme, le néocolonialisme et le néolibéralisme.

Malgré des tensions sino-soviétiques et sino-cubaines, la « Tricontinentale » établit de nombreuses décisions :
- Soutien à Cuba pendant le blocus américain.
- Soutien au Viêt Nam.
- Désignation des États-Unis comme principal ennemi.
- Dénonciation du pillage du tiers monde.
- Création de l'OSPAAAL (Organisation de la solidarité des peuples d'Asie, d'Afrique et d'Amérique latine[5]), et donc acceptation de l'Amérique latine dans l'OSPAA (Organisation de la solidarité des peuples d'Asie et d'Afrique).
- Création de l'Organisation latino-américaine de solidarité (OLAS)[6].

## Un échec programmé
La Conférence tricontinentale échoua pour plusieurs raisons :
1. La concurrence du mouvement des non-alignés, lancé depuis la Conférence de Belgrade, en 1961, qui voulait se placer entre l'Occident et le camp socialiste, alors que Fidel Castro et Mehdi Ben Barka se plaçaient résolument en alliés de l'Union soviétique et de la Chine populaire.
2. L'absence de Mehdi Ben Barka, organisateur de cette conférence, très soutenu par des médias de gauche, enlevé peu avant à Paris en octobre 1965, avec la complicité des services français, limita la portée de cette conférence, qui sombra vite dans l'oubli.
3. La deuxième conférence prévue pour 1968 au Caire n'eut pas lieu, à cause de la guerre des Six Jours perdue par l'Égypte, alors que la gauche sud-américaine s'estimait étrangère au conflit israélo-arabe.
4. La rupture sino-soviétique, totale à partir de 1964, qui mena l'URSS et la Chine au bord de la guerre, puis le rapprochement sino-américain à partir de 1972,
5. L'échec et la mort de Che Guevara en Bolivie en 1967[7], abandonné par ses alliés soviétique et cubain, les coups d'État militaires au Brésil, en 1964, et au Chili,, en 1973, l'assassinat politique de nombreux autres leaders tiers-mondistes dans les années qui suivirent.
6. Enfin, la chute des régimes communistes en Europe puis la dissolution de l'URSS, de 1989 à 1991, affaiblirent très fortement le tiers monde.

Aussi, l'OSPAAL déclina rapidement. En effet, la puissance des États-Unis devint quasi-absolue à partir de 1990, l'idéologie capitaliste totalement dominante et les pays du tiers monde ne pouvant plus jouer de la rivalité entre l'Occident et le camp socialiste, désormais disparu.

### Postérité
L'OSPAAAL publie depuis 1966 le magazine Tricontinentale.